# Skarð
Skarð (AFI: ˈskɛaɹ, in danese: Skår) è un villaggio abbandonato sulla costa est dell'isola di Kunoy, nell'arcipelago delle Fær Øer.
Due sentieri conducono al villaggio. Uno percorre la costa partendo da Haraldssund, circa 6 km più a sud; l'altro è un sentiero di che attraversa il cosiddetto Skarðsgjógv, una spaccatura tra le montagne che collega il villaggio alla parte occidentale dell'isola. La cima più alta di questo sentiero montuoso tocca i 600 metri, ed è perciò che questo sentiero è consigliato soltanto agli escursionisti più esperti, sebbene gli abitanti del paese lo usassero per andare al villaggio di Kunoy quando necessario.

## Etimologia
Il nome deriva dalla parola faroese skarð, che vuol dire valico.

## Storia
Il 23 dicembre 1913 tutti e sette gli uomini che abitavano nel villaggio morirono durante una battuta di pesca. Negli anni seguenti, le mogli e i figli di quegli uomini lasciarono il villaggio per trasferirsi ad Haraldssund. L'ultima donna lasciò il villaggio nel 1919. Una delle imbarcazioni usate dai pescatori locali è oggi esposta nella Christianskirkjan di Klaksvík.